# Nāḩiyat ‘Uqayribāt
Nāḩiyat ‘Uqayribāt (arabiska: ناحية عقيربات) är ett subdistrikt i Syrien.   Det ligger i provinsen Hamah, i den centrala delen av landet, 240 km nordost om huvudstaden Damaskus.
Trakten runt Nāḩiyat ‘Uqayribāt är ofruktbar med lite eller ingen växtlighet. Runt Nāḩiyat ‘Uqayribāt är det tätbefolkat, med 383 invånare per kvadratkilometer.